# Орден Тиграна Великого
Орден Тиграна Великого — государственная награда Армении. Учреждён 20 мая 2002 года. Им награждают за исключительные заслуги перед Республикой Армения.
Орденом Тиграна Великого награждаются государственные деятели Республики Армения, военнослужащие высшего командного состава Вооружённых сил и других войск.

## Положение о награде
1. Награждение орденом Тиграна Великого производится за исключительные заслуги перед Республикой Армения.
2. Орденом Тиграна Великого награждаются государственные деятели, военнослужащие высшего командного состава Вооруженных Сил и других войск Республики Армения.
3. Ходатайство о награждении орденом Тиграна Великого представляют Правительство Республики Армения, государственные уполномоченные органы в областях обороны, внутренних дел и национальной безопасности.
4. Орден Тиграна Великого носится на правой стороне груди, а при наличии орденов — перед ними.

## Кавалеры ордена
В период правления Президента Армении Сержа Саргсяна (с 9 апреля 2008 года) орденом был награждён 1 человек — академик Сергей Амбарцумян (26 мая 2012).